# Pandeïsme
Pandeïsme is een filosofische of theologische opvatting, die pantheïsme en deïsme verenigt door een god te poneren die het universum ontwierp en daarna creëerde door het universum te worden; hiermee hield hij dus op bewust in te grijpen in het functioneren van het universum. Sommige pandeïsten stellen, dat het universum ooit zal eindigen door een conversie in één zijnde, namelijk God; de eindtoestand en de begintoestand zijn dus identiek.

## Algemeen
Het woord pandeïsme werd voor het eerst gebruikt in 1787 door Gottfried Große in zijn vertaling van Plinius de Oudere het encyclopedische werk, de Naturalis Historia. In 1838, wordt het idee toegeschreven aan Victor Cousin, en voor de eerste keer bekritiseerd door de Italiaanse arts van frenologie, Luigi Ferrarese. Het woord pandeïsme werd voor het eerst gebruikt in 1859 door de Duitse filosofen Moritz Lazarus en Heymann Steinthal in het Zeitschrift für Völkerpsychologie und Sprachwissenschaft, zonder er echter een nadere uitleg aan te geven. Uiteenlopende interpretaties werden er naderhand aan gegeven door diverse denkers. De meest uitgebreide boek over pandeïsme werd geschreven door Max Bernhard Weinstein in 1910.
Kenmerkend voor pandeïsme is dat het, evenals deïsme, een discontinuïteit veronderstelt die schepping genoemd wordt, en die soms zelfs gelijkgesteld wordt met het fysische begrip oerknal. Er bestaan overigens diverse fysische hypothesen die de oerknal niet als het begin der dingen aanmerken.
Het ganse universum zou men aldus kunnen zien als een 'gedachte' of idee van een god, die zelf niets anders is dan een logische evolutie van de absolute idee; om het in de stijl van Hegel te zeggen.
De uiteenlopende definities van pandeïsme vloeien voort uit eveneens uiteenlopende interpretaties van begrippen als pantheïsme en deïsme, alsmede van verschillende interpretaties van begrippen als schepping en universum.